# NINOX SNOW PARK
NINOX SNOW PARK（ニノックススノーパーク）は、新潟県の新発田市の二王子岳の西斜面に位置するスキー場。NINOX（ニノックス）と省略されて呼ばれることが多い。下越地方を代表するスキー場の一つである。リフト数は3基と少ないがうち2基は長い距離の高速クワッドリフトであり、2基の高速クワッドリフトを乗り継いでスムーズに頂上まで行くことが出来る。また、縦長のコースレイアウトを持ち長い距離の滑走を楽しめる。かつては、スキー場のオフシーズンに駐車場が日本自動車連盟（JAF）公認のジムカーナコースとしてジムカーナの競技会などで利用されていた。

## 沿革
地元の会社、二王子観光開発により1980年代末にオープン。建設地は国有林であったが、民間活力によるリゾート開発を進めるべく林野庁が打ち出したヒューマングリーン構想に内定し、開発決定となった。

## ゲレンデ
- エンジョイコース:最下部に位置するなだらかなで長い初心者向きゲレンデ。ナイター有り。
- ジョイフルコース:ペアリフト脇の中級者向きゲレンデ。ナイター有り。
- EXコース:オフピステで使用される上級者向きゲレンデ。
- チャレンジコース:幅が狭くやや曲がりくねった上級者向きゲレンデ。
- パラダイスコース:長い距離を持つ上級者向きゲレンデ。
- スカイラインコース:最上部に位置する中級者向きゲレンデ。
- キッズパーク:スノーエスカレーターが設置され簡単に楽しめる。また、スノーチュービングなども用意されている。
- フリーライドパーク:キッカーやレール、ボックスなど各種アイテムが設置される。ナイター有り。

## 施設
- 高速クワッドリフト2基[2][3]、ペアリフト1基、スノーエスカレーター1基
- レストラン、無料休憩所
- 駐車場（合計2500台）(土･日・祝祭日有料)

## 主な大会・イベント

### ninox Carniva
スキー場主催のイベントで、屋台が出店されクイズラリーなどが行われる。夜には松明滑走や花火大会が開催される。

### そりアドベンチャーツアー
リフトを利用して距離の長いエンジョイコースをソリで滑ることができるイベント。ソリによる滑走だけでなく宝探しなどのイベントも同時に行われる。

### 下越スキー技術選手権
2007年より行われているICI石井スポーツ主催の下越スキー技術選手権の会場の一つとなっている。また、ニノックスの下越スキー技術選手権は以前より行われていたニノックススキー場技術選手権大会を兼ねている。選手権は3連戦となっており、他にわかぶな高原スキー場、国設胎内スキー場が会場として使用される。

## その他

### 下越共同企画
下越地方にある国設胎内スキー場、ぶどうスキー場、わかぶな高原スキー場、NINOHJI SNOW PARK NINOX、三川温泉スキー場の五つのスキー場が合同でいくつかのサービスを行っている。
- シーズン券に関するもの
  - 五つのスキー場のどれかのスキー場のシーズン券を持っていると他のスキー場で1日券が割引される。
  - 「下越エリアスキー・スノボ感謝の日」に他のスキー場で無料で滑れる。
- 下越スキー場ラリー
  - 五つのスキー場の1日券を各1枚ずつ集めると何れかのスキー場の1日券と交換できる。

## アクセス
- 鉄道
  - JR新発田駅からシャトルバスで約20分（土休日2往復、平日は要予約の1往復運行）[4]
- 車
  - 日本海東北自動車道 聖籠新発田ICから国道7号経由で約20分